# Elbipolis Barockorchester Hamburg
Elbipolis Barockorchester Hamburg est un orchestre allemand de musique baroque, formé par un noyau de musiciens de Hambourg, Brême et Berlin, adeptes de l'interprétation historiquement informée, soit l'interprétation sur instruments anciens (ou copies d'instruments anciens).

## Historique
L'Elbipolis Barockorchester Hamburg a été invité à de nombreux festivals, parmi lesquels le Schleswig-Holstein Music Festival, les Leipzig Bachfest, le Musikfestspiele Potsdam Sanssouci (de), les Journées de musique ancienne de Herne (Herne tagen Alter Musik), le Bremen Musikfest, le Brügge Musica Antiqua Festival, le Rheingau Music Festival ou encore le West Cork Festival de musique en Irlande.
L'ensemble a donné des concerts en Amérique du Sud en 2010 et à Bruxelles en Belgique en 2011.
En 2008, l'ensemble se lance dans le projet « Baroque Lounge », une série de concerts destinés à faire se rencontrer la musique baroque et la musique électronique afin d'attirer le jeune public vers la musique ancienne. Dans le cadre de ces concerts, ils jouent avec le musicien berlinois Brezel Göring (Stereo Total), Johannes Malfatti, Tim Exile et d'autres grands artistes de la scène électronique.

## Effectif
L'effectif de l'orchestre comporte une douzaine de musiciens :
- violon : Jürgen Gross (konzertmeister[2]), Albrecht Kühner, Jochen Grüner
- violoncelle : Inka Döring
- hautbois : Luise Haugk, Thomas Jahn, Petra Ambrosi
- théorbe : Ophira Zakai
- basson : Györgyi Farkas
- clavecin : Jörg Jacobi
- percussions : Michael Metzler

## Discographie
- 2005 : Don Quichotte in Hamburg, musique de Telemann, Johann Mattheson et Francesco Bartolomeo Conti (CD Raumklang)
- 2008 : Musik der Hamburger Pfeffersäcke (CD Raumklang)
- 2009 : Per Il Santissimo Natale avec la soprano Deborah York (CD Edel Classics)
- 2010 : Judas Maccabeus avec le Schleswig-Holstein Music festival Chorus sous la direction de Rolf Beck (CD Deutsche Harmonia Mundi / Sony)
- 2011 : Musicalische Concerte (Hamburg 1713) de Johann Christian Schieferdecker (CD Challenge Classics CC7253)
- 2014 : Undercover Bach – Orchestersuiten & Konzerte, musique de Johann Sebastian Bach
- 2015 : Symphonies pour les Soupers du Roy de Michel-Richard Delalande